# Académie de Football Amadou Diallo-Djékanou
Académie de Football Amadou Diallo-Djékanou, auch bekannt als AFAD, ist ein ivorischer Fußballverein in Abidjan.

## Geschichte
Der Verein wurde am 27. Juni 2005 als Association Sportive Pythagore (AS Pythagore) gegründet. Anfangs spielte AFAD unter den Farben weiß, orange und grün. 2006 agierte der Verein als Jugend-Akademie des IFF (Afaf) in Yamoussoukro. Der Verein bot Jugendlichen im Alter von 14 bis 15 Jahren und von 16 bis 17 Jahre, ein sportliches Zuhause. Die Mannschaften traten an den regionalen Central East Meisterschaften an.
Nach der Übernahme durch die Fédération Ivoirienne de Football, änderte der Verein den Namen in „Académie de Football Feu Amadou Diallo Djékanou“. Der Name des Vereins leitet sich von Amadou Diallo, einen engen Freund des Präsidenten Jacques Anouma ab. Dieser auf dem Abidjan-Plateau in Djékanou beerdigt ist.
2009 wurde eine Profi-Mannschaft gegründet, diese auf Anhieb den Sprung in die MTN Ligue 1 schaffte. Der bekannteste Spieler des Teams ist Sérges Konan Kouadio, der eine Zeitlang für Fredrikstad FK und in Frankreich für den AS Cherbourg spielte. 2011 gelang ihn der größte Erfolg, als sie den zweiten Platz hinter Africa Sports erreichten. Damit qualifizierten sie sich für die CAF Champions League 2012. Der Großteil der Mannschaft besteht heute vorwiegend aus ehemaligen Spielern von ASEC Mimosas bzw. von der von Jean-Marc Guillou geführten Académie de Sol Beni.

## Erfolge
- Ivorischer Ligapokalsieger: 2017/18
- Ivorischer Pokalfinalist: 2019, 2023

## Stadion
Ihre Heimspiele trägt die Mannschaft, im Stade Municipal d’Abidjan aus. Dieses bietet Platz für 9.000 Zuschauer.

## Bekannte Spieler
(Quelle: )
- Edmond Ogou Akichi (ehemaliger ivorischer Junioren-Nationalspieler)
- Elogne Arnaud Amon (ehemaliger ivorischer Junioren-Nationalspieler)
- Guy Armand Kemajou Tamen
- Junior Abou Koné (ehemaliger ivorischer Junioren-Nationalspieler)
- Sérges Konan Kouadio (ehemaliger ivorischer Junioren-Nationalspieler)
- Henri Joël Konan Kouadio (ehemaliger ivorischer Junioren-Nationalspieler)
- Anicet Badie Gbagnon (ehemaliger ivorischer Junioren-Nationalspieler)
- Mady Constant Romuald Gbokoua (ehemaliger ivorischer Junioren-Nationalspieler)
- Cheick Moukoro (ehemaliger ivorischer Junioren-Nationalspieler)
- Gerard Amon Natchia Betio (ehemaliger ivorischer Junioren-Nationalspieler)
- Kayode Tobi Olarenwaju Ayobami (ehemaliger nigerianischer Junioren-Nationalspieler)
- Issa Sanogo (ehemaliger ivorischer Junioren-Nationalspieler)
- Ikossie Clovis Tahourou Yangélé (CAF-Champions-League-Teilnehmer für ASEC Mimosas)

## AFAD Djékanou in den afrikanischen Wettbewerben
| Saison | Wettbewerb           | Runde    | Land           | Verein                   | Heim | Auswärts |
| ------ | -------------------- | -------- | -------------- | ------------------------ | ---- | -------- |
| 2012   | CAF Champions League | Vorrunde | Republik Kongo | Diables Noirs            | 1:0  | 1:0      |
|        |                      | 1. Runde | Algerien       | JSM Béjaïa               | 3:0  | 2:1      |
|        |                      | 2. Runde | Tunesien       | Étoile Sportive du Sahel | 1:0  | 1:4      |